# Estación de Recajo
La estación de Recajo es una estación ferroviaria situada en el municipio español de Agoncillo en la comunidad autónoma de La Rioja. Dispone de servicios de Media Distancia operados por Renfe. 

## Situación ferroviaria
La estación se encuentra en el punto kilométrico 67,1 de la línea férrea que une Castejón con Bilbao por Logroño y Miranda de Ebro a 362 metros de altitud.

## Historia
La estación fue inaugurada el 30 de agosto de 1863 con la apertura del tramo Castejón-Orduña de la línea férrea que pretendía unir Castejón con Bilbao. Las obras corrieron a cargo de la Compañía del Ferrocarril de Tudela a Bilbao creada en 1857. En 1865 la compañía se declaró en suspensión de pagos por no poder superar las dificultades económicas derivadas de la inversión realizada en la construcción de la línea y fue intervenida por el Banco de Bilbao. En 1878, fue absorbida por Norte que mantuvo la titularidad de la estación hasta la nacionalización del ferrocarril en España en 1941 y la creación de RENFE.
Desde el 31 de diciembre de 2004 Renfe explota la línea mientras que Adif es la titular de las instalaciones ferroviarias.

## La estación
Se sitúa al sur de la localidad de Recajo. Como muchas de las estaciones de este tramo no conserva su edificio original ya que ha sido sustituido por uno de corte funcional de planta rectangular y dos alturas usado como vivienda en su parte superior construido en la década de los 60. Dispone de una vía principal y de dos derivadas a las que acceden un andén lateral y otro central. Los cambios de uno a otro se realizan a nivel. 

## Servicios ferroviarios

### Media Distancia
El tráfico de Media Distancia con parada en la estación tiene como principales destinos Zaragoza y Logroño. 
| Línea MD | Trenes          | Origen/Destino |  | Destino/Origen |
| -------- | --------------- | -------------- |  | -------------- |
| 22       | Regional Exprés | Zaragoza       |  | Logroño        |